# Фаринель, Мишель
Мишель Фаринель (фр. Michel Farinel; также, ввиду итальянских корней, имел соответствующий вариант собственной фамилии — Фаринелли итал. Farinelli; 23.05.1649, Гренобль — 18.06.1726, Ла-Тронш) — потомственный французский музыкант, скрипач и композитор эпохи барокко.

## История семьи Мишеля Фаринеля
Дед, Габриэль Фаринель (Фаринелли), служил оруженосцем, умер в 1596 году, предположительно, от чумы.
Отец, Робер Фаринель, был направлен дядей на музыкальную стезю и представлен савойскому двору. Примерно с 1635 по 1646 год служил у Кристины Французской, герцогини Савойской, в Турине, упоминается как Роберто Фаринелли-меньший (Roberto Farinelli detto il piccolo). Он находился там при своём брате, упоминаемом как Франческо Фаринелло-старший (Francesco Farinello detto il grande), также музыканте, который оставался при савойском дворе до конца своей жизни (1674); два его сына, Агостино и Стефано, также стали музыкантами.
Робер же возвратился в Гренобль между 1646 и 1649 годами. Он женился на Шарлотте Раймон (Charlotte Raymond), дочери Франсуа Раймона Ла Виолетта (François Raymond La Violette), менестреля из Лиона, осевшего в Гренобле. Шарлотта родила Роберу в 1649 году сына Мишеля, а также его брата Жан-Батиста и сестру Клод.
Брат, Жан-Батист Фаринель или, в итальянском варианте имени, Джованни Баттиста Фаринелли (Giovanni Battista Farinelli; 1655, Гренобль — ок. 1725, Венеция) впоследствии также служил придворным музыкантом за пределами Франции, у ряда европейских монархов.

## Биография
В 1667 году Мишель Фаринель поступил на службу в дом Генриетты Английской, жены Филиппа I, герцога Орлеанского, по рекомендации маршала Франции Сезара де Шуазёля, графа дю Плесси-Прален (который в бытность королевским послом в Турине между 1632 и 1635 годами встречался там с отцом Мишеля, Робером).
В 1668 году перешёл на службу к шевалье Константину-Игнасу Бульонскому, который повёз его с собой в Лиссабон. Благодаря этой поездке Фаринель получил возможность сыграть свои первые сочинения перед королевой Португалии Марией-Франциской Савойской.
С 1669 по 1671 год он служил капельмейстером в Королевском монастыре Монфлери (Monastère royal de Montfleury) в Коренке (пригород его родного Гренобля). Это был женский монастырь с весьма свободным уставом для благородных девушек из местных знатных семей. Как пишет Фаринель в своей автобиографии, он сочинил там несколько прелюдий и симфоний (не сохранились).
Также Фаринель был хормейстером в аббатстве Сент-Сесиль в Гренобле.
В 1670 году его благодетели Генриетта Английская и шевалье Константин-Игнас скончались, поэтому Фаринель вернулся в Гренобль.
В промежутке с 1670 по 1710 год Фаринель много ездил по странам европейского ареала. Сложный путь его передвижений можно проследить по его автобиографии, которая до публикации 1997 года считалась утерянной.
В 1672 году Мишель Фаринель возвратился во Францию из Рима, где он учился музыкальному сочинительству у Джакомо Кариссими. Фаринель приехал в Париж, где завязал отношения с Гийомом Дюмануаром, «королем скрипок», первым скрипачом объединения «Двадцать четыре скрипки короля» (Vingt-quatre violons du roi), сочинял для него и стал своим в этой компании. Поездка в свите двора дала ему возможность сыграть в Дижоне «небольшую латинскую оперу по истории целомудренного Иосифа». Очевидно, заслужив доверие Гийома Дюмануара, Фаринель выполнял его поручения по доставке посылок в Лангедок, сначала в Монпелье в 1673 году, затем в Ним 21 января 1676 года. В это же время он ставил музыку, псалмы, переведенные Антуаном Годо.
Именно в городе Монпелье Фаринель подружился с «милордом Инчикуином» (ирландский аристократ Уильям О'Брайен), который в 1675 году пригласил его в Лондон и рекомендовал королю Англии Карлу II. Карл II нанял Фаринеля в качестве придворного музыканта и назначил ему денежное содержание.
В 1678 году Фаринель женился на Мари-Энн Камбер (1647—1724), дочери эмигрировавшего в Лондон композитора Робера Камбера. Но пребывание Фаринеля в Англии длилось всего три года, так как он попал под действие восстановленного Карлом II акта о супрематии (направленного на запрещение католикам занимать государственные посты). Карл II рекомендовал Фаринеля своей племяннице, Марии Луизе Орлеанской (приходившейся покойной благодетельнице Фаринеля, Генриетте Английской, дочерью), собиравшейся отправиться в Мадрид, чтобы выйти замуж за испанского короля Карла II.
Самая известная работа Фаринеля — его вариции на тему фолии — получили в Англии название «фаринелев» или «фаронеллев граунд» благодаря публикации под таким заголовком (Faronell’s ground) в сборнике Джона Плейфорда «The Division Violin» («Отделение скрипки») в 1685 году.
А в октябре 1678 года Мишель вернулся в Париж с женой и представил несколько своих сочинений королевскому двору.
В конце 1679 года супруги Фаринели отправились в Испанию. При участии посла Испании Пабло Спинолы была набрана труппа из 34 музыкантов под общим руководством Анри Гишара (Henry Guichard), куда, помимо Фаринеля, попал также другой Мишель — флейтист де Ла Барр. В труппе Фаринель отвечал за сочинение «всей музыки, симфоний и танцев», которая должна исполняться для королевского развлечения в сопровождении клавесина. Фаринель получает содержание размером 440 турских ливров. Труппа просуществовала, вероятно, до 1680 года. В Мадриде Фаринель назначается капельмейстером и балетмейстером у Марии Луизы Орлеанской, уже ставшей к тому времени испанской королевой.
Возможно, в это время Мишель отправляется на службу к зятю Пабло Спинолы, Франческо Марии Спиноле (1659—1727), герцогу Сан-Пьетро, принцу Мольфетты, гранду Испании, у которого он служит примерно до 1687 года в Италии — эпизод в его биографии, по которому осталось мало сведений.
В 1688 году он вернулся во Францию и получил должность скрипача при дворе в Версале.
В 1691 году он купил должность оценщика в гренобльском округе, а в августе 1692 году стал плательщиком залогов парламента провинции Дофине. Эту должность он покинул лишь за несколько месяцев до своей смерти.
В 1696 году Фаринель подготовил музыку для сборника духовных стихов Анри Гишара, посвящённого монахиням Монфлери. Эти произведения были утрачены, как музыка, так и тексты.
В январе 1697 года Фаринель добился руководства хором в соборе Сент-Этьен в Тулузе. Но уже в декабре того же года уступил эту должность молодому Жану Жилю.

## Высказывания
Фаринель утверждал, что является первооткрывателем многих музыкальных форм. Так, в своей автобиграфии он говорит:
"Давайте посмотрим на времена, когда мои сочинения были написаны, и мы удостоверимся, что я не подражал г-ну Люлли; например, моя хоровая серенада Королеве (La Sérénade de la Reine) была сделана за два года до его «Фаэтона», как и различные другие вещи. Мои прелюдии, мои сонаты, моя «Марианна» (La marianne), моя «Драгонна» (La dragonne), моя «Дафна» (La daphné), мой «Исмений» (L’Ismene), мои фолии Испании и Англии и т. д. появились раньше произведений г-на Корелли … "